# Stanton-Zahl
Die dimensionslose Stanton-Zahl {\displaystyle {\mathit {St}}} ist ein Maß für die relative Kühlintensität bei der Wärmeübertragung mittels einer Strömung auf eine Wand oder einen Körper. Sie ist nach dem britischen Ingenieur Thomas Ernest Stanton (1865–1931) benannt.
Grundsätzlich gilt: je größer die Stanton-Zahl, desto schneller verläuft der Prozess. Wird eine Probe in einen Ofen gegeben und anschließend die Temperatur des Ofens hochgefahren, so folgt bei einer niedrigen Stanton-Zahl die Temperatur der Probe nur langsam der Ofentemperatur. Im Falle einer hohen Stanton-Zahl folgt die Temperatur der Probe zügig der Ofentemperatur. Dabei verläuft der Temperaturanstieg der Probe nach einer gewissen Zeit (für hohe Stanton-Zahl) oder nach unendlicher Zeit (für niedrige Stanton-Zahl) linear.

## Definition
Die Stanton-Zahl lässt sich aus anderen dimensionslosen Größen zusammensetzen. Sie ist nämlich das Verhältnis der Nußelt-Zahl zu dem Produkt aus Reynolds- und Prandtl-Zahl:
{\displaystyle {\mathit {St}}={\frac {\mathit {Nu}}{{\mathit {Re}}\cdot {\mathit {Pr}}}}={\frac {\text{Dynamik des Prozesses}}{\text{Fähigkeit, Energie zu speichern}}}}
Alternativ lässt sich die Stanton-Zahl durch dimensionsbehaftete Größen ausdrücken und als Verhältnis der gesamten übergehenden Wärme zur konvektiv transportierten Wärme verstehen:
{\displaystyle {\mathit {St}}={\frac {\alpha }{v\cdot \rho \cdot c}}={\frac {\alpha \cdot A\cdot (\vartheta _{\mathrm {u,a} }-\vartheta _{\mathrm {a} })}{\rho \cdot c\cdot V\cdot w}}}
mit
- Wärmeübergangskoeffizient {\displaystyle \alpha \left(\mathrm {\tfrac {W}{m^{2}\cdot K}} \right)}
- Geschwindigkeit {\displaystyle v} des strömenden Fluids {\displaystyle \left(\mathrm {\tfrac {m}{s}} \right)}
- Dichte {\displaystyle \rho } des strömenden Fluids {\displaystyle \left(\mathrm {\tfrac {kg}{m^{3}}} \right)}
- Spezifische Wärmekapazität {\displaystyle c} des strömenden Fluids {\displaystyle \left(\mathrm {\tfrac {J}{kg\cdot K}} \right)}
- Heizrate {\displaystyle w={\frac {\Delta \vartheta }{t}}\left(\mathrm {\tfrac {^{\circ }C}{s}} \right)}
- Volumen {\displaystyle V} des Körpers {\displaystyle \left(\mathrm {m^{3}} \right)}
- Anfangstemperatur {\displaystyle \vartheta _{\mathrm {u,a} }} der Umgebung (°C)
- Anfangstemperatur {\displaystyle \vartheta _{\mathrm {a} }} des Körpers (°C)
- Flächeninhalt {\displaystyle A} des Körpers {\displaystyle \left(\mathrm {m^{2}} \right).}

Des Weiteren kann die Stanton-Zahl auch zur Beschreibung oszillierender Prozesse genutzt werden. Sie wird dann mit dem Index {\displaystyle \omega } für die Winkelfrequenz (nicht für die Heizrate) versehen:
{\displaystyle St_{\omega }={\frac {\alpha \cdot A}{\omega \cdot \rho \cdot c\cdot V}}}
mit
- Winkelfrequenz {\displaystyle \omega ={\frac {2\pi }{T}}\left(\mathrm {\tfrac {1}{s}} \right).}

Hierbei würde die Probe aus dem obigen Beispiel nicht in einen Ofen gesetzt, sondern der Außentemperatur ausgesetzt werden. Der Temperaturverlauf der Probe würde nun jedoch nicht nach langer Zeit linear verlaufen, sondern permanent oszillieren.